# Primera guerra Zhili-Fengtian
La primera guerra Zhili-Fengtian (en chino, 第一次直奉战争; pinyin, Dìyīcì Zhifeng Zhànzhēng) fue un conflicto que tuvo lugar en 1922 en la República de China durante la Época de los caudillos militares entre las camarillas militares de Zhili y Fengtian por el control de la capital del país, Pekín. La guerra concluyó con la derrota de la camarilla de Fengtian y la pérdida de la influencia sobre el Gobierno de Pekín de su caudillo, Zhang Zuolin. Wu Peifu, su adversario militar, recibió el reconocimiento por la estrategia que derrotó al caudillo de Manchuria.

## Preludio

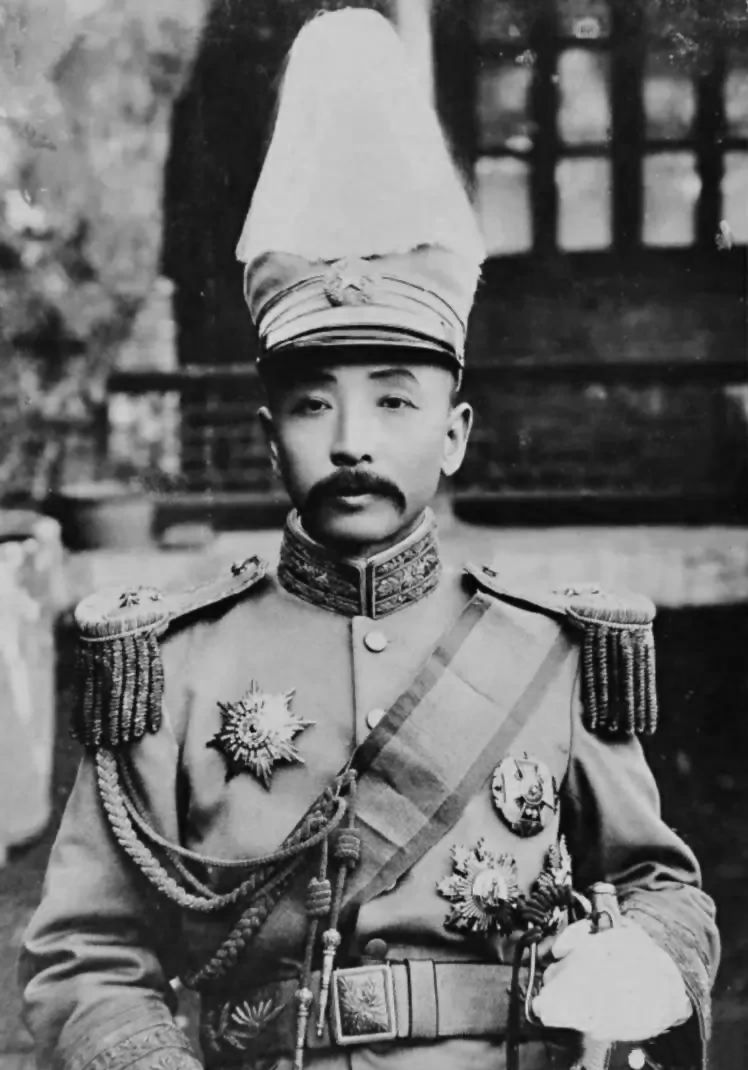
El caudillo militar Zhang Zuolin, que controló la zona de Manchuria durante los años 1920. Apoyado fundamentalmente por Japón, se enfrentó por primera vez a sus rivales de la camarilla de Zhili en 1922, siendo derrotado y teniendo que retirarse de la capital pero conservando el control del noreste del país.

Las dos camarillas militares tomaron el poder conjuntamente en la capital del país en 1920, estableciendo un gobierno con el acuerdo de las dos partes. Pronto surgieron las desavenencias entre los dos socios. En 1922, la camarilla de Fengtian sustituyó al primer ministro Jin Yunpeng por Liang Shiyi sin obtener antes el consentimiento de la camarilla de Zhili. Esta contaba con el respaldo de británicos y estadounidense, mientras que la de Fengtian tenía el apoyo de Japón. El Gobierno japonés había apoyado anteriormente al rival de ambas camarillas, la camarilla de Anhui, pero se había apresurado a traspasar su apoyo a Zhang poco después de la derrota de aquella a manos de Zhili y Fengtian.
El 25 de diciembre de 1921 un gabinete encabezado por Liang Shiyi tomó posesión con fuerte apoyo de Zhang Zuolin, concediendo inmediatamente una amnistía a seis exmiembros del gabinete de la camarilla de Anhui. La camarilla de Zhili opuso firmemente al plan, pero no logró evitarlo.
El conflicto se intensificó aún más cuando el nuevo gabinete se negó entregar tres millones de dólares del presupuesto militar a la camarilla de Zhili, que anteriormente se le habían prometido. Como resultado, Wu Peifu y otros miembros de la camarilla de Zhili forzaron la dimisión de Liang Shiyi el 6 de febrero de 1922.  Liang había tratado de lograr un préstamo japonés a cambio de retirar la reclamación sobre Shandong que se estaba discutiendo en esos momentos en la Conferencia de Washington de 1921, permitiendo así a Japón mantener el control de la provincia, cuyos ferrocarriles Liang deseaba usar como aval del préstamo. La impopularidad de la medida permitió a Wu atacar duramente al primer ministro e, indirectamente, a Zhang, que era el verdadero poder tras el gobierno.
Tras esta caída del Gobierno de sus partidarios tras apenas un mes en cargo, Zhang Zuolin amenazó con resolver el conflicto entre ambas partes por la fuerza. Con la situación en gran tensión, Wu comenzó a movilizar sus tropas a lo largo del ferrocarril Pekín-Hankou mientras que Zhang trasladaba su 27.ª División al sur de la Gran Muralla. Se pusieron en marcha diversas iniciativas para mediar entre ambos caudillos, que fracasaron, dando comienzo los combates el 28 de abril de 1922. Mientras Wu había logrado disolver la alianza en su contra: tras el fracaso de la mediación de Cao Kun ante Zhang los restos de la camarilla de Anhui comenzaron a vacilar en su apoyo a este, mientras que Wu había logrado la rebelión de Chen Jiongming en Guangdong contra Sun Yatsen, evitando su avance hacia el norte.
Las tropas de ambos bandos se habían movilizado el 10 de abril de 1922, pero Wu Peifu y su camarilla de Zhili no denunciaron formalmente a su oponente hasta el 25 de abril de 1922.

## Orden de batalla
Los ejércitos de Zhili movilizaron alrededor de 64 000 soldados, mientras que el ejército Fengtian desplegó unos ciento nueve mil soldados. Las fuerzas de Zhang sobrepasaban a las de su enemigo tanto en hombres como en munición, y contaban con el respaldo financiero de las provincias manchúes y vecinas. Su equipamiento y adiestramiento había corrido a cargo de los japoneses.
Las tropas de Zhili, inferiores en número, se nutrían de los ingresos de las provincias del Yanzi y del ferrocarril Pekín-Hankou. Escasos de munición pero veteranos, los generales de Zhili apostaron por una guerra corta.

### Orden de batalla para el ejército de Zhili
- Comandante en jefe (y comandante del frente occidental): Wu Peifu
- Jefe del frente central: Wang Chengbin (en chino, 王承斌)
- Jefe del frente oriental: Zhang Guorong (en chino, 张国 熔)
- Lugarteniente del frente oriental: Zhang Fulai (en chino, 张 富 来)

### Orden de batalla para el ejército Fengtian
- Comandante en jefe (y comandante del frente oriental): Zhang Zuolin
- Segundo (y lugarteniente del frente oriental): Sun Liechen (孙烈臣)
- Comandante del frente occidental: Zhang Jinghui
- Primera línea: Bao Deshan (en chino, 鲍德 山)
- Segunda línea: Zhang Xueliang
- Tercera línea: Li Jinglin (en chino, 李景林)

## Estrategias de los contendientes

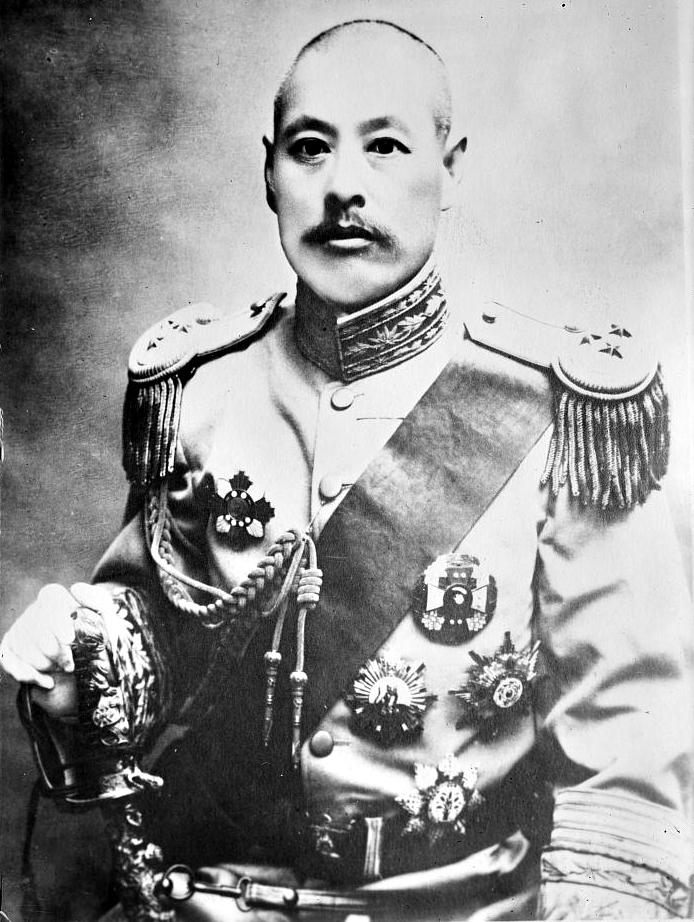
Wu Peifu, teórico lugarteniente de la camarilla de Zhili bajo Cao Kun pero en la práctica su principal estratega militar, logró la derrota de Zhang, quedando el gobierno de Pekín, único reconocido internacionalmente, en manos de su organización.

Tratando de repetir la estrategia que había utilizado en la anterior Guerra Zhili-Anhui, el ejército de Fengtian se propuso atacar al ejército de Zhili en dos frentes, este y oeste. El cuartel general de aquel se situó en Junliangcheng (en chino, 军粮城), que también era a la vez el centro de control del frente oriental. El comandante en jefe del ejército de Fengtian, Zhang Zuolin, dirigió personalmente el frente oriental. El 28 de abril de 1922 llegó a su cuartel general y ordenó inmediatamente el ataque contra el enemigo. Zhang Jinghui recibió el mando  del sector occidental, que se contaba con tres líneas en profundidad. El cuartel general de este sector se ubicó en Changxindian (en chino, 长 辛店) y sus tropas tenían como objetivo el ataque directo contra el cuartel general del ejército de Zhili en Baoding.
El ejército de Zhili se dividió en tres sectores: Wu Peifu, comandante en jefe, dirigía además la III División en el oeste, cubriendo la región de Liulihe (en chino, 琉璃河); Wang Chengbin (en chino, 王承斌) con la XXIII División se encontraba en a Gu'an (en chino, 固安), en el sector central del frente; y Zhang Guorong (en chino, 张国 熔), a la cabeza de la XXVI división, estaba desplegado en el este, en Dacheng, (en chino, 大城). Este recibió más tarde como refuerzo la XXIV división de Zhang Fulai (en chino, 张 富 来).

## El frente occidental
Las tropas de Fengtian se desplegaron el 10 de abril de 1922. Después estallar la guerra el 29, el ejército de Zhili, en el frente oriental hubo de retirarse hacia Renqiu y Hejian (en chino, 河 间). Las fuerzas occidentales de Zhili fueron detenidas por el intenso fuego de artillería del ejército de Fengtian. El 30 de abril de 1922, Wu Peifu acudió personalmente al frente para ordenar el bombardeo de la vanguardia de Fengtian mientras su fuerza principal flanqueaba la retarguardia del enemigo. Mientras las tropas Zhili lanzaban su ataque por sorpresa el 4 de mayo de 1922, la XVI división del Ejército de Fengtian (compuesta por antiguas tropas de Zhili) desertó a Wu Peifu. La I División temporal del ejército de Fengtian se vio obligada a replegarse abandonando Fengtai, y el frente occidental se hundió. Sólo cuando la I División regular del ejército se lanzó al contraataque se pudo detener el avance de Zhili y recuperaron Changxindian (长 辛店), una ciudad junto al ferrocarril.
Esta contraofensiva victoriosa de la camarilla de Fengtian fue, sin embargo, efímera. Wu Peifu cambió de táctica y simuló una retirada, atrayendo al ejército de Fengtian a una emboscada. Las tropas de Fengtian desprevenidas, se habían desplegado en un área demasiado amplia. Aprovechando la oportunidad, las tropas de Zhili flanquearon al enemigo y volvieron a vencer. Esta vez la victoria fue completa: las tropas restantes de Fengtian en el frente occidental fueron aniquiladas por completo. El ejército de Zhili pasó entonces a concentrar su atención el sector oriental.

## El frente oriental
El ejército de Fengtian en el frente oriental comenzó venciendo a su rival, mientras que las fuerzas de Zhili se limitaban a resistir sus embates. Sin embargo, cuando la noticia de su derrota en el oeste se conoció en el sector, el comandante de brigada Bao Deshan (en chino, 鲍德 山) se negó a seguir atacando al enemigo y dejó a su flanco peligrosamente expuesto. Ante el peligro de quedar aislado de su bases en el norte, Zhang Zuolin ordenó la retirada general para evitar la aniquilación total. La segunda línea de Fengtian, bajo el mando de Zhang Xueliang, era la flor y nata del ejército de Fengtian y se convirtió en el blanco principal del siguiente ataque de Zhili. Tras haber logrado la victoria en el sector occidental, Wu Peifu envió a sus mejores tropas (la III y XXVI divisiones) y dirigió personalmente el ataque en la unidad de Zhang Xueliang. Aunque este repelió el ataque del enemigo con escasas bajas, se vio obligado a realizar una retirada organizada, cediendo terreno a Wu.
La tercera línea de Fengtian en el sector oriental estaba bajo el mando de Li Jinglin (en chino, 李景林) e inicialmente logró contener los ataques en le Vado de Yaoma (en chino, 姚 马 渡; pinyin, Yaomadu). A pesar de haber capturado más de mil tropas enemigas, las noticias de la derrota en el oeste hundieron la moral de esta fuerza. Aprovechando la situación, las fuerzas de Zhili renovaron los ataques contra su cuartel general en Machang (en chino, 马 厂), cerca de Tianjin, logrando el aniquilamiento o captura de más de siete mil soldados enemigos, a la vez que les obligaban a evacuar Yangliuqing (en chino, 杨柳青). Las fuerzas de Fengtian se retiraron hacia Beicang (en chino, 北 仓). Mientras se preparaban para organizar la defensa, en Junliangcheng (en chino, 军粮城), las tropas Fengtian fueron sorprendidas por la llegada en el ferrocarril de casi veinte mil soldados de Zhili. Derrotados por estas, los de Fengtian hubieron de retirarse a Luanzhou (en chino, 滦 州) para evitar su total aniquilación.
Ante la clara derrota de Fengtian el 5 de mayo de 1922 la XXIII división de Zhili, al mando de Wang Chengbin (en chino, 王承斌), capturó Tianjin. Las fuerzas de Fengtian habían sufrido más de veinte mil víctimas mortales, diez mil deserciones y cuarenta mil de sus hombres se entregaron a las fuerzas de Zhili.

## Conclusión
Zhang trató de solicitar la mediación del cónsul norteamericano en Mukden para lograr un alto el fuego, pero la embajada se negó a autorizarlo. En ese momento misioneros británicos, por iniciativa propia y por solicitud de Zhang Xueliang, trataron de convencer a la camarilla de Zhili de firmar un armisticio. El cónsul británico no se opuso a la mediación de los misioneros de manera personal, sin representar al gobierno británico.  La propuesta de armisticio contemplaba que Zhang Zuolin retiraría todas las tropas de la región más allá de Shanhaiguan y las fuerzas de Zhili dejarían perseguirle en su retirada hacia Manchuria. 
El 19 de junio de 1922 representantes de ambas partes firmaron el tratado de paz a bordo de un buque de guerra británico anclado en las costas de Qinghuangdao, que siguió las directrices generales sugeridas por los mediadores. El Foreign Office recibió la noticia del uso del buque británico una vez firmado el acuerdo. Más tarde Shanhaiguan se convirtió en la frontera entre las dos camarillas, acabando la Primera Guerra Zhili-Fengtian con un rotundo triunfo de Zhili. La camarilla de Fengtian se retiró de nuevo a Manchuria, que se volvió en la práctica independiente, mientras que los ejércitos de Zhili dirigidos por Wu Peifu tomaban el control del gobierno central en Pekín. La camarilla de Zhili de Wu controló en exclusiva el gobierno hasta el golpe de Pekín de 1924 durante la Segunda Guerra Zhili-Fengtian.